# 毛尔托什·累文特·鲍拉日
毛尔托什·累文特·鲍拉日（匈牙利语：Martos Levente Balázs）是匈牙利籍天主教司铎、埃斯泰尔戈-布达佩斯总教区辅理主教、特雷鲍（treba）领衔主教、宗座圣经委员会成员。

## 牧徽

毛尔托什·累文特·鲍拉日牧徽